# The Forest Seasons
The Forest Seasons je třetí studiové album finské melodic deathmetalové hudební skupiny Wintersun. Vydáno bylo 21. července 2017 prostřednictvím vydavatelství Nuclear Blast. Album je konceptuální a obsahuje pouze čtyři písně; každá pojednává a jednom ročním období. V tomto ohledu se skladatel a zpěvák Jari Mäenpää nechal inspirovat Antoniem Vivaldim a jeho koncerty nazvanými Čtvero ročních dob. Na přebalu alba je lesní krajina (ve všech čtyřech ročních období), kterou osvětluje silný sluneční svit. Autorem této scenerie je maďarský výtvarník Gyula Havancsák.

## Seznam skladeb
| Pořadí         | Název | Délka |
| -------------- | --- | ----- |
| 1.             | Awaken from the Dark Slumber (Spring)" Part I: "The Dark Slumber" Part II: "The Awakening                                                             | 14:40 |
| 2.             | The Forest That Weeps (Summer) | 12:18 |
| 3.             | Eternal Darkness (Autumn)" Part I: "Haunting Darkness" Part II: "The Call of the Dark Dream" Part III: "Beyond the Infinite Universe" Part IV: "Death | 14:08 |
| 4.             | Loneliness (Winter) | 12:54 |
| Celková délka: | Celková délka: | 54:00 |

## Obsazení
- Jari Mäenpää – zpěv, klávesy, kytara
- Teemu Mäntysaari – kytara, doprovodný zpěv
- Jukka Koskinen – basová kytara, doprovodný zpěv
- Kai Hahto – bicí

Technická podpora
- Gyula Havancsák – přebal alba